# Corapipo leucorrhoa
Corapipo leucorrhoa là một loài chim trong họ Pipridae.